# ویرجیل آلدریچ
ویرجیل چارلز آلدریچ (به انگلیسی: Virgil Aldrich) (زاده۱۳ سپتامبر ۱۹۰۳ در نارسینگ‌پور، هند – ۲۸ مه ۱۹۹۸ در سالت لیک سیتی، یوتا)، فیلسوف هنر، زبان و دین آمریکایی بود.

## جوانی و تحصیلات
ویرجیل آلدریچ، پسر فلوید کلمنت آلدریچ و همسرش آن هانلی، مدرک لیسانس خود در رشته هنر را از دانشگاه وسلیان اوهایو در سال ۱۹۲۵ دریافت کرد. او در سال ۱۹۲۷ در دانشگاه آکسفورد ادامه تحصیل داد و در سال ۱۹۲۸ قبل از اتمام دکترای خود، موفق به اخذ دیپلم عالی فلسفه در دانشگاه سوربن شد. او در ۳ سپتامبر ۱۹۲۷ با لوئیز هافلیگر ازدواج کرد و صاحب یک پسر به نام دیوید شد.

## جایگاه دانشگاهی
اولین انتصاب دانشگاهی آلدریچ، انتصاب او به‌عنوان استاد فلسفه در دانشگاه رایس در سال ۱۹۳۱ و عضو استرلینگ در دانشگاه ییل در سال‌های ۱۹۳۱–۱۹۳۲ بود. او به استادیاری دانشگاه رایس ارتقاء یافت و تا سال ۱۹۴۲ در آن‌جا ماند، و از سال ۱۹۴۲ تا ۱۹۴۶ به‌عنوان استاد میهمان در دانشگاه کلمبیا منصوب شد. در سال ۱۹۴۶ به استادی فلسفه در کالج کنیون منصوب شد و تا سال ۱۹۶۵ در آن‌جا تدریس کرد. همچنین به‌عنوان استاد مدعو در دانشگاه براون در سال‌های ۱۹۶۲–۱۹۶۳ خدمت کرد. در سال ۱۹۶۵، استاد فلسفه در دانشگاه کارولینای شمالی شد، و تا زمان بازنشستگی در سال ۱۹۷۲ در همان‌جا ماند. پس از بازنشستگی، به سالت لیک سیتی یوتا نقل مکان کرد و در آن‌جا به عنوان استاد کمکی در دانشگاه یوتا مشغول به کار شد.
آلدریچ به‌عنوان مدیر مؤسسه مطالعات آمریکایی کیوتو در ژاپن خدمت کرد و برای دوره‌های کوتاهی استاد مدعو در دانشگاه هاروارد، دانشگاه میشیگان و دانشگاه تگزاس بود. او به‌عنوان متولی و رئیس انجمن زیبایی‌شناسی آمریکا و رئیس انجمن فلسفی آمریکا خدمت کرد.

## کار برجسته
آلدریچ در مقاله‌اش «برخی از معانی مبهم» مجموعه‌ای از تعاریف از اشیاء مبهم و حس را ارائه می‌کند، و سپس استدلال می‌کند که هر شخص تجربه‌گرایی باید حس مبهم را به اندازه حس روشن، بدون به حاشیه راندن موضوع، از نظر بگذراند. او انواع مختلفی از ابهام را معرفی کرد؛ مهم‌تر از همه، ابهام نمادها و مبهم بودن حواس است. در این‌جا نمادها هر آن چیزی هستند که برای اشاره استفاده می‌شوند؛ از جمله کلمات شفاهی، علائم، تصاویر و موارد دیگر. ابهام در مورد نمادها می‌تواند مانند ابهام در مورد حواس باشد. علاوه بر این، می‌تواند ابهامی در شیوه‌های مربوط به استفاده از نماد برای ارجاع وجود داشته باشد. او پیشنهاد می‌کند که باید از این موارد اجتناب کرد.

## افتخارات
- دکترای ادبیات انسانی، دانشگاه اوهایو وسلیان، ۱۹۶۳
- دکترای ادبیات انسانی، کالج کنیون، ۱۹۷۲

## آثار

### کتاب‌ها
- «زبان و فلسفه» ([کیوتو]: سمینار مطالعات آمریکایی کیوتو، ۱۹۵۵)
- «فلسفه هنر»، (Englewood Cliffs, NJ, Prentice-Hall، ۱۹۶۳)
- «بدن یک شخص» (لانهام: انتشارات دانشگاه آمریکا، 1988)
- «قرن من»، نانتاکت، ماساچوست، EditAndPublishYourBook.com/Lulu، ۲۰ نوامبر ۲۰۱۰
- «بازتاب‌های فلسفی»، نانتاکت، ماساچوست، EditAndPublishYourBook.com/Lulu، ۱۱ دسامبر ۲۰۱۰

### مشارکت‌ها
- «خواندن در تحلیل فلسفی» (۱۹۵۱)
- «تأملاتی در باب هنر» (۱۹۵۸)
- «تجربه و حقیقت دینی» (۱۹۶۱)
- «ایمان و فیلسوفان» (۱۹۶۲)
- «دیدگاه‌های جهان دربارهٔ فلسفه» (۱۹۶۷)
- «طراحی، ترکیب‌بندی و نماد»»، مجله زیبایی‌شناسی و نقد هنر (جلد ۲۷، شماره ۴، تابستان، ۱۹۶۹)، ص. ۳۷۹–۳۸۸.
- «مطالعات فلسفه: سمپوزیومی دربارهٔ گیلبرت رایل»، ویرایش‌شده توسط کنستانتین کولندا. (هوستون، تکس. دانشگاه ویلیام مارش رایس، ۱۹۷۲)
- «تصاویر و اشخاص» در بررسی متافیزیک (۱۹۷۵)
- «توضیحات و بیان: فیزیکالیسم محدود شده‌است»، جلد تحقیق. ۲0 (1977)، صص. 149-164.
- «عاشق خرد شدن: فیلسوفان آمریکایی دربارهٔ فراخوان خود صحبت می‌کنند»، ویرایش‌شده توسط دیوید دی. کارنوس، رابرت جی. شومیکر. (نیویورک: انتشارات دانشگاه آکسفورد، ۱۹۹۳

### مقالات
«بدن، ذهن، و روش: مقالات به افتخار ویرجیل سی. آلدریچ» ویرایش‌شده توسط دونالد اف. گوستافسون و بنگز ال. تاپسکات. (دوردرخت و بوستون: انتشارات ریدل. شرکت، ۱۹۷۹)